# Quasipaa courtoisi
Quasipaa courtoisi é uma espécie de anfíbio anuro da família Dicroglossidae. Está presente na China. A UICN classificou-a como em perigo de extinção.